# Marcin Rój
Marcin Rój (ur. 25 stycznia 1980 w Poznaniu) – polski aktor serialowy i teatralny.

## Życiorys
W 2004 roku ukończył studia na Wydziale Aktorskim PWSFTviT w Łodzi. Jako aktor teatralny zadebiutował 24 września 2005 roku rolą Roberto Zucco w Teatrze im. Juliusza Osterwy w Gorzowie Wielkopolskim. Na deskach tego teatru grał do 2007 roku.
W 2008 uczestniczył w drugiej edycji programu rozrywkowego TVP2 Gwiazdy tańczą na lodzie.

## Filmografia
- 2004–2005: Na Wspólnej – fryzjer Iwo Tkaczyk
- 2007–2010: Pierwsza miłość – policjant Igor Wolski
- 2005–2010: Samo życie – mężczyzna przed kinem (odc. 533); Marcin Skryśkiewicz (odc. 630); pracownik ochrony w szpitalu (odc. 700 i 701); barman w kasynie (odc. 1202); płatny morderca (odc. 1550)
- 2005–2009: Klan – 2 role: kolega Waldemara Paculaka; prezes agencji reklamowej
- 2005–2006: Warto kochać
- 2005–2011: Plebania – gość na ślubie Irki i Jurka (odc. 554); narzeczony (odc. 1775)
- 2005: Niania – pielęgniarz (odc. 9 i 15)
- 2005: Magda M. – sprzedawca (odc. 10)
- 2005–2006: M jak miłość – kelner (odc. 342); Bartek Karłowicz (odc. 444)
- 2005: Kryminalni – członek sekty „Eden” (odc. 25)
- 2006: U fryzjera – klient (odc. 4)
- 2006–2007: Pogoda na piątek
- 2006: Fala zbrodni – Wadowski (odc. 74)
- 2007: Ryś – Trutututu
- 2007: Faceci do wzięcia – Kornel (odc. 55)
- 2007: Barwy szczęścia – Sebastian Michalik (odc. 5 i 15)
- 2008: Trzeci oficer – ochroniarz na stacji benzynowej (odc. 6)
- 2008: Teraz albo nigdy! – ochroniarz (odc. 26)
- 2008: Przeznaczenie – Max (odc. 1)
- 2008: Na kocią łapę – Piotr, przyjaciel Aśki
- 2008–2009: BrzydUla – fryzjer
- 2008: Agentki – Adrian Bartosik (odc. 8)
- 2009: Synowie – Michał
- 2010: Usta usta – aktor w przedstawieniu (odc. 22)
- 2010: Na dobre i na złe – Igor Mazurek (odc. 429)
- 2010: Oni szli Szarymi Szeregami – dowódca
- 2011: Licencja na wychowanie – sprzedawca mieszkania (odc. 86)